# Malosemelskaja-Tundra
Koordinaten: 67° 47′ 3,6″ N, 51° 3′ 38,8″ O
Die Malosemelskaja-Tundra (russisch Малоземельская ту́ндра) ist eine wellige Moränenlandschaft im Nordosten des europäischen Teils Russlands.
Die Malosemelskaja-Tundra ist Teil des Nordrussischen Tieflands. Sie wird von den Flussläufen der Petschora und Sula im Osten und Süden sowie dem Timanrücken im Westen begrenzt. Im Norden befindet sich die Barentssee, im Südosten schließt sich die Petschora-Niederung an. Die Malosemelskaja-Tundra liegt überwiegend nördlich des Polarkreises.
Politisch erstreckt sich die Tundra über das Gebiet des Autonomen Kreises der Nenzen. Ihre Höhe variiert zwischen 60 und 80 m. Einige Erhebungen erreichen jedoch Höhen von 140–180 m. Die Tundralandschaft ist von Geröllhalden und Moränenhügeln durchsetzt.
Das Klima ist subarktisch mit langen kalten Wintern und kurzen kühlen Sommern. Die mittleren Temperaturen im Januar liegen bei −16 °C bis −17 °C. Im Juli erreichen die mittleren Temperaturen 12 °C im Süden sowie bis 8 °C im nördlichen Teil der Tundra. Der jährliche Niederschlag in der Region liegt zwischen 300 mm und 350 mm.
Die Malosemelskaja-Tundra wird größtenteils von den Flusssystemen der Indiga, Soima und Sula entwässert. 